# Odo keyserlingi
Odo keyserlingi es una especie de araña del género Odo, familia Xenoctenidae. Fue descrita científicamente por Kraus en 1955.
Habita en El Salvador.